# Wolfshagen (havezate)
Wolfshagen was een havezate ten westen van de Nederlandse plaats Hasselt, provincie Overijssel. Van de havezate zijn geen zichtbare restanten bewaard gebleven. Op het oude havezateterrein staat tegenwoordig de boerderij Wolfshagen.

## Geschiedenis
De havezate Wolfshagen werd rond 1629 gebouwd, maar de bijbehorende goederen kennen een langere voorgeschiedenis. Robert van Ittersum werd reeds in 1382 door de Utrechtse bisschop beleend met 72 morgen land in Mastenbroek. Waarschijnlijk had Van Ittersum dit land al in 1364 ontvangen bij de verdeling van dit voormalige moerasgebied. De 72 morgen land bleven vervolgens in de familie Van Ittersum. Het bezit raakte wel versnipperd over de verschillende familieleden, maar eind 16e eeuw bleek het volledige goed toch weer in één hand te zijn gekomen. Overigens was het inmiddels een leengoed geworden, vallend onder de havezate Gerner.
In 1590 werd het goed gesplitst tussen broer en zus Albert en Anna van Ittersum: elk kreeg 36 morgen land in leen. Anna deed haar aandeel echter weer over aan haar broer. Albert van Ittersum werd in 1596 drost van Lingen en huwde daar met Anna van Aschenberg. Het stel kreeg twee zonen: Johan Heidentrijk (1596-1637) en Robert (†1654). Nadat Albert rond 1609 was overleden hertrouwde weduwe Anna in 1618. De erfenis van Albert werd nu verdeeld over zijn zonen: Johan Heidentrijk en Robert kregen elk de helft van het Mastenbroekse goed.

### Bouw van de havezate
Johan Heidentrijk van Ittersum werd in 1629 als riddermatige verschreven voor de landdag. Rond dat jaar zal hij dan ook de havezate Wolfshagen hebben gebouwd. Onbekend is of hij er ook daadwerkelijk heeft gewoond. Hij huwde tweemaal, waarbij alleen uit het tweede huwelijk kinderen voortkwamen: dochter Anna Margaretha en de jong overleden zoon Albert. Rond 1637 overleed Johan Heindentrijk en zijn weduwe Johanna van der Lawick hertrouwde. In 1654 ging de havezate Wolfshagen - deze naam duikt voor het eerst op in een document uit 1649 - naar dochter Anna Margaretha.
Anna Margaretha erfde in dat jaar ook het deel van Wolfshagen dat haar oom Robert sinds 1618 bezat. Robert was getrouwd met Ida Elisabeth van Munster. Robert en Ida verkeerden doorlopend in financiële problemen en leenden overal geld om hun schulden te kunnen betalen. Uiteindelijk betaalde Rutger van Haersolte tot Westerveld hun schulden af en werd daarmee de enige schuldeiser. Toen Robert rond 1654 kinderloos overleed, ging zijn bezit - inclusief de schulden - naar zijn nichtje Anna Margaretha, die hiermee dus het gehele Mastenbroekse goed in eigendom kreeg.

### Verkoop en verval
De schuldenlast op Wolfshagen bleef groot, waardoor Anna Margaretha van Ittersum in 1655 noodgedwongen het goed verkocht aan schuldeiser Rutger van Haersolte. Hij schonk de havezate vervolgens als huwelijkscadeau aan zijn dochter Fenne (†1678/1679), die met haar verre neef Dirk van Haersolte (†1667) ging trouwen. De havezate Wolfshagen leverde Dirk in 1658 de toegang op tot het lidmaatschap van de Staten van Overijssel. Het gezin verbleef echter voornamelijk in Den Bosch, waar Dirk commandant van de stad en fortificaties was. De havezate Wolfshagen werd door het echtpaar dus niet gebruikt en in 1675 werd gemeld dat het huis leeg stond. Voor het haardstedengeld werd het toen nog wel aangeslagen voor vier vuursteden. Toen hun zoon Anthony van Haersolte in 1682 met Wolfshagen werd beleend, werd het huis omschreven als een vervallen gebouw. Anthony sneuvelde in 1693 in de veldslag bij Landen, waarna zijn tweelingbroer Rutger hem opvolgde.
Na Rutgers overlijden in 1706 vererfde Wolfshagen op zijn neef Wolter Jan van Haersolte (1690-1746). Wolter Jan trouwde in 1721 met Geertruid van Haersolte (†1764) en het stel ging in Zwolle wonen. Hij zou het in 1732 schoppen tot drost van Salland. De havezate Wolfshagen stelde echter niet veel meer voor: in 1723 verzocht Wolter Jan om het haardstedengeld te verminderen omdat het huis geheel was omgewaaid. In 1724 werden de twee overgebleven vuursteden door Gedeputeerde Staten geschrapt van de lijst, omdat ze volledig waren vervallen.

### Boerenerf
Wolfshagen vererfde op dochter Johanna van Haersolte (†1756). Zij was in 1742 getrouwd met Johan Lodewijk van Rechteren (†1762) en kreeg vier kinderen. De havezate werd geërfd door hun jongste dochter Sophia Geertruid Florentina (1750-1827). Haar echtgenoot Frederik Jan Willem Robert van Heeckeren tot Overlaer (1745-1815) werd dan ook in 1778 door de leenkamer van havezate Gerner met Wolfshagen beleend. In 1792 verkocht het echtpaar het goed Wolfshagen, dat op dat moment uit drie erven bleek te bestaan. Het boerenerf waar de havezate Wolfshagen op had gestaan, werd aangekocht voor Hendrik Roelofs van Rechteren.
In de 19e eeuw vererfde Wolfshagen op de nazaten van Hendrik Roelofs van Rechteren. In 1886 werd de boerderij na een brand herbouwd. In 1906 werd het boerenerf verkocht aan de pachter Johannes Brinkman. Via vererving kwam het terecht bij de familie Velthuis.

## Beschrijving
De havezate Wolfshagen zal rond 1629 zijn gebouwd door Johan Heidentrijk van Ittersum. In 1675 bleken er nog vier vuursteden te zijn, maar het huis was toen al leegstaand. Uiteindelijk bleek het in 1724 dermate te zijn vervallen dat er geen belasting meer op geheven kon worden.
De enige afbeelding van Wolfshagen is een tekening uit eind 17e eeuw, vermoedelijk van Jacobus Stellingwerf. Deze tekening toont een vierkant slot met een grote toren en twee woonvleugels, maar deze afbeelding wordt beschouwd als fantasie.
Ahnem · Den Alerdinck · Arendshorst · Arkelstein · Averbergen · Beerze · Den Berg · Bergentheim · Blankena · Borgele · Boskamp · Boxbergen · Bredenhorst · Buckhorst · Campherbeek · Collendoorn · Den Dam · Dieze · Dingshof · Den Doorn · Hof te Dorth · Eerde · Egede · De Gelder · Gerner · Glinthuis · Gramsbergen · De Groote Scheere · De Grote Weede · De Haere · Haerst · Hagenvoorde · Heemse · Herxen · Hoenlo · Hofstede · 't Hogeholt · Hogenhof · 't Hoogehuis · Junne · Kranenburg · Krijtenberg · De Kuile · Het Laar · Langeveldslo · Leemcule · Luttenberg · Melenhorst · Mennigjeshave · Nijenhuis · Oosterveen · Den Ordel · De Pol · Pothof · Rande · Rechteren · Het Reelaer · Rhaan · Rollecate · Rutenberg · Schoonheten · Schuilenburg · Vechterweerd · Velner · Venebrugge · Verborg · Voorst · Vrieswijk · Werkeren · Westerveld · Windesheim · Wittenstein · Wolfshagen · Zuthem